# Иркутск (аэропорт)
Международный аэропорт Иркутск (ИАТА: IKT, ИКАО: UIII) — аэропорт федерального значения с аэродромом класса «Б», расположен в Иркутске на окраине в пяти с половиной километрах от центра города.
Аэропорт является местом базирования авиакомпаний Ангара и ИрАэро, а также региональным узловым аэропортом для S7 Airlines.

## История

### Аэропорт в районе деревни Боково
24 июня 1925 в Иркутске совершили посадку шесть самолётов выполнявших перелёт по маршруту Москва — Улан-Батор — Пекин — Токио. Перелёт осуществлялся на 4-х отечественных и 2-х иностранных самолётах. Руководил перелётом Шмидт Исай Павлович, в составе экспедиции был Михаил Громов. Аэродром находился в районе деревни Боково и имел первоначальные размеры 500x600 шагов.
В августе 1932 была открыта крупнейшая в мире авиамагистраль Москва — Владивосток, иркутские авиаторы выполняли полёты на участке Иркутск — Могоча.

### Гидроаэропорт на Ангаре

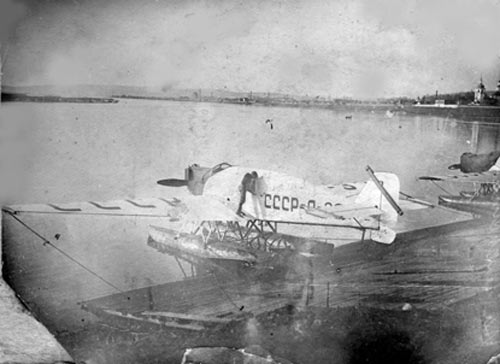
Иркутский гидроаэропорт

С июня 1928 года в Иркутске начал свою работу гидроаэропорт на реке Ангаре в центре современного Иркутска, около нынешней улицы Франк-Каменецкого. Гидросамолёты совершали регулярные рейсы на север Иркутской области и в Якутию. Воздушные суда в летнее время оборудовались поплавками, а в зимнее — лыжами.

### Аэропорт в Иркутске
К июлю 1933 года из-за неудобного транспортного сообщения с аэростанцией в деревне Боково, расположенной в болотистой местности, основные авиаперевозки были переведены на площадку возле Красных казарм (территория современного аэропорта).
С января 1948 стали выполняться регулярные круглосуточные полёты на внутренних воздушных линиях: Иркутск — Москва, Иркутск — Бодайбо — Якутск. Статус международного был присвоен аэропорту 30 декабря 1954 постановлением Совета Министров СССР.
15 сентября 1956 на иркутском аэродроме впервые произвёл посадку реактивный самолёт Ту-104 — в этот день в СССР была открыта первая пассажирская авиалиния на реактивном самолёте Москва(Внуково) — Омск — Иркутск.
С 4 апреля 1975 стали выполняться рейсы в Москву на реактивном самолёте второго поколения Ту-154.
В период с 1988 по 1989 гг. в аэропорту производилась реконструкция базовой части взлётно-посадочной полосы, и пассажирские рейсы на самолётах Ту-154 выполнялись с военного аэродрома Белая — в расписании указывался Иркутск (Б). Регистрация пассажиров и багажа осуществлялась в терминалах аэропорта в Иркутске, а уже затем пассажиров доставляли на автобусах до авиабазы непосредственно к воздушным судам.
В результате реорганизации Иркутского объединённого авиаотряда 1 апреля 1992 образовались предприятия: ГУП «Аэропорт Иркутск» и ОАО «Авиакомпания „Байкал“».
28 октября 1994 аэропорт Иркутск получил сертификат Межгосударственного авиационного комитета и признан пригодным для обслуживания международных рейсов.

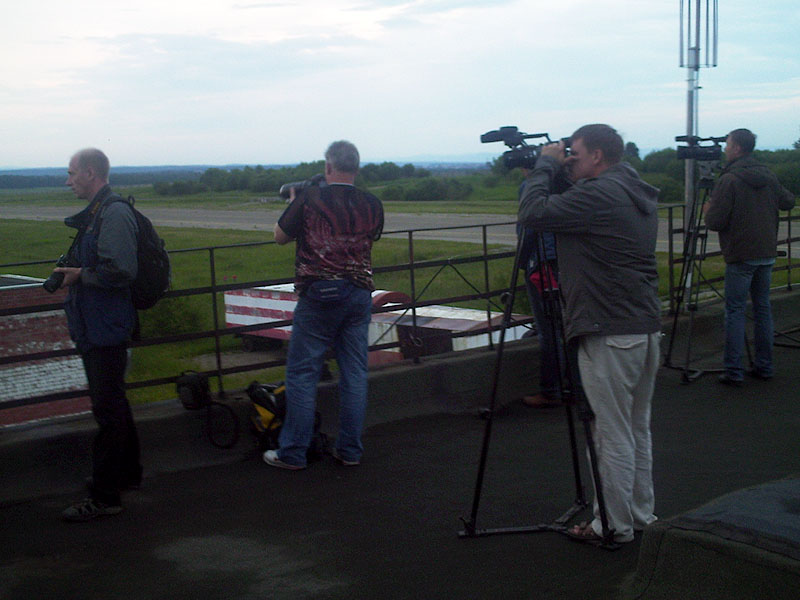
Споттеры ждут самолёт

14 июля 2004 аэродром получил сертификат на допуск к международным полётам и посадке по минимуму I-й категории ИКАО.
13 ноября 2009 аэропорт Иркутск впервые провёл споттинг-сессию, став третьим городом в России (после Москвы и Новосибирска). Мероприятие стало традиционным.

## Терминалы

### Пассажирские терминалы
Первый аэровокзал был построен в ноябре 1938 года.
В связи с развитием воздушного сообщения, началом обслуживания реактивных самолётов второго поколения (Ту-154) и соответствующим увеличением пассажиропотока, в феврале 1976 года был введен в эксплуатацию второй аэровокзал, построенный по типовому проекту.
В 1994 году, после получения аэропортом сертификата Межгосударственного авиационного комитета и открытия воздушной гавани для международных полётов, здание аэровокзала, построенное в 1956-57 годах, после реконструкции вновь было введено в эксплуатацию для обслуживания пассажиров международных рейсов.
Второй терминал, обслуживающий внутренний авиалинии, просуществовал в неизменном виде до 2005 года. К этому времени вокзал уже с трудом справлялся с увеличением пассажиропотока. Также требовались дополнительные площади для размещения технологического оборудования, отвечающего новым требованиям транспортной безопасности, автоматизации и обслуживания. Реконструкция была выполнена по индивидуальному проекту специалистами Иркутскпромстройпроекта и помогла увеличить площадь здания практически в два раза — до 13 тысяч квадратных метров. Терминал был вновь открыт в 2009 году и назван «Хрустальными воротами».

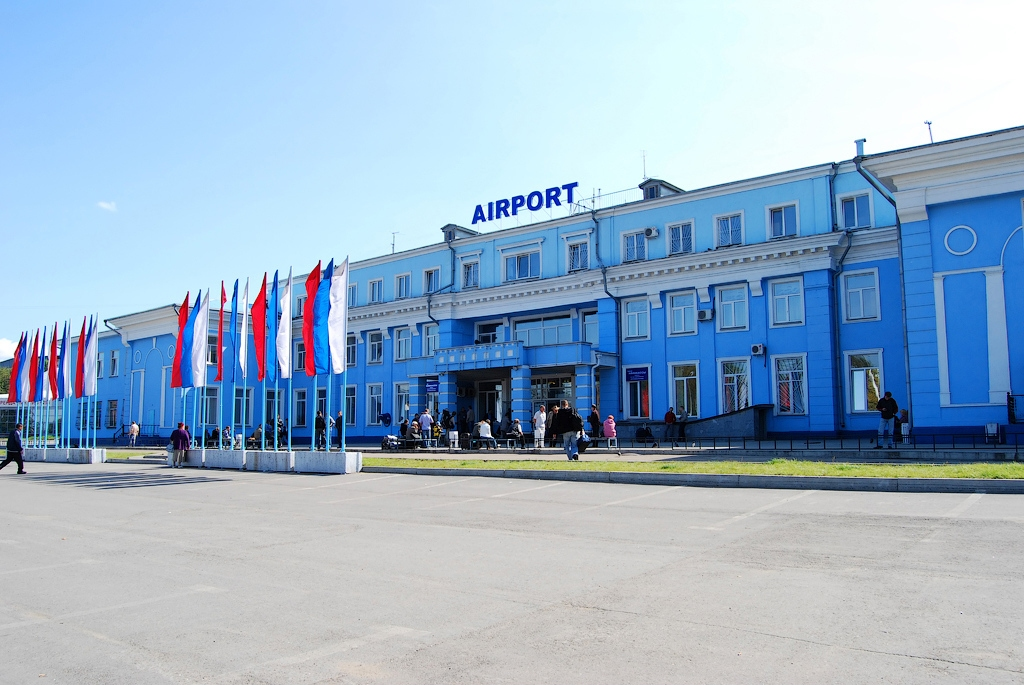
Международный терминал
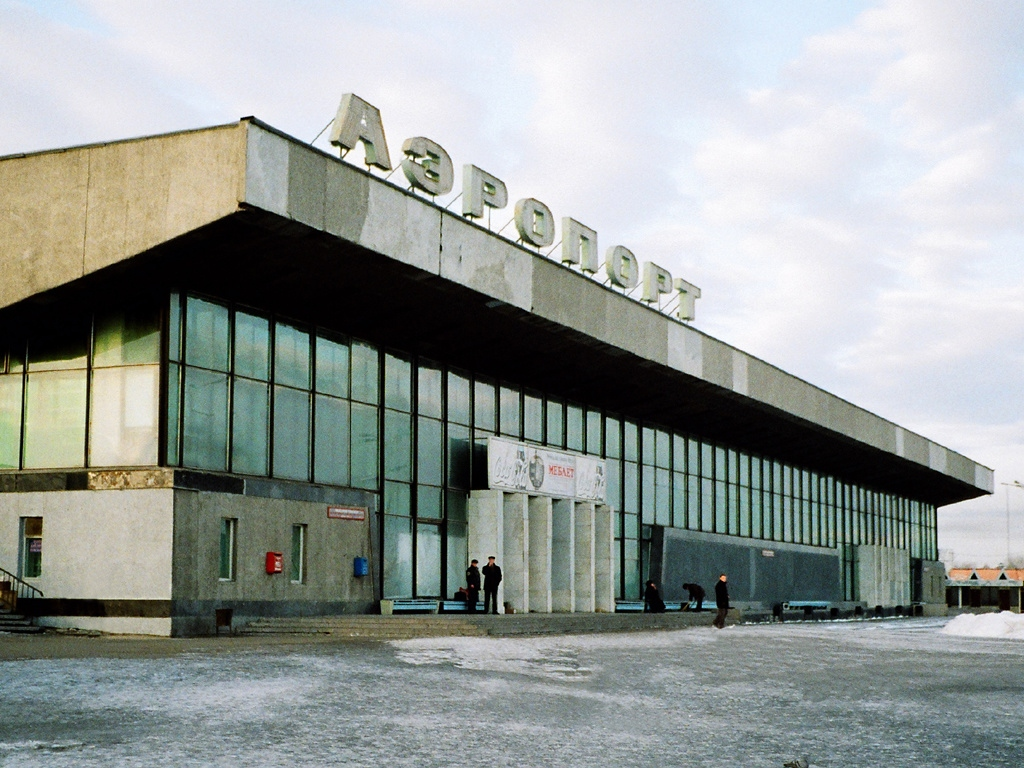
Второй терминал до реконструкции
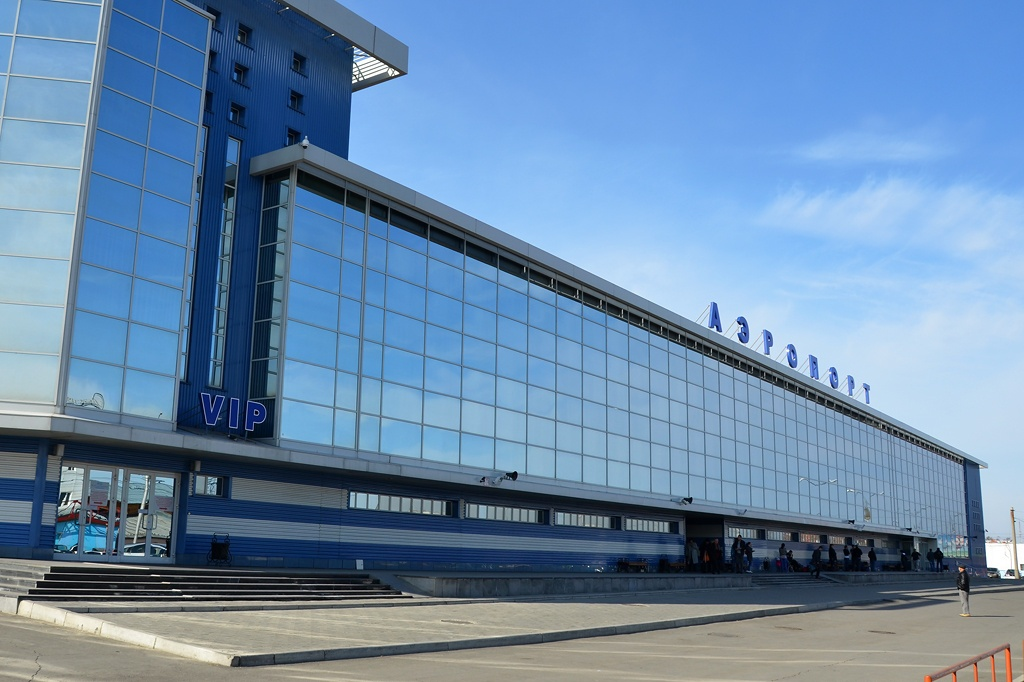
Терминал «Хрустальные ворота»

Ни один из терминалов не оборудован телескопическими трапами: доставка пассажиров к воздушным судам осуществляется перронными автобусами.

### Грузовой терминал
Грузовой терминал оснащён дизельными погрузчиками, подъёмными механизмами, контейнерной площадкой, электронными и механическими весами (для грузов массой до 30 тонн).

### Пропускная способность[17]
| Терминал внутренних авиалиний                               | 800 пасс./час                        |
| Терминал международных авиалиний                            | 400 пасс./час                        |
| Грузовой комплекс 2,2 га                                    | 150 тонн/сутки                       |
| Пропускная способность на пограничном и таможенном контроле | 1 воздушное судно в час              |
| Пропускная способность аэродрома                            | 12 взлётно-посадочных операций в час |

## Технические характеристики

### Лётное поле

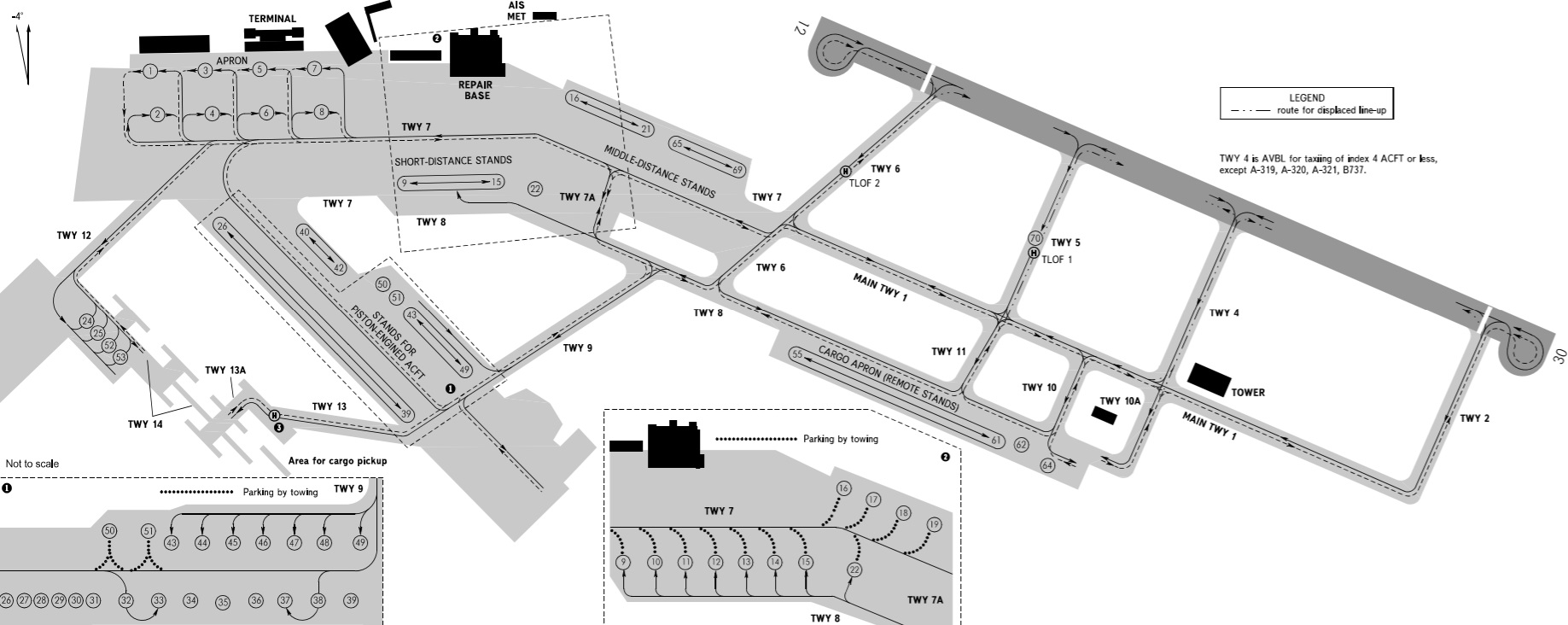
Аэродром

Аэропорт располагает одной искусственной взлётно-посадочной полосой, расположенной в стороне от перронов, из-за этого маршрут руления воздушных судов может составлять 5 км.
| Общие характеристики аэропорта                          | Общие характеристики аэропорта | Общие характеристики аэропорта |
| ------------------------------------------------------- | ------------------------------ | ------------------------------ |
| Класс аэропорта                                         | III                            |                                |
| Класс аэродрома (Россия)                                | Б                              |                                |
| Класс аэродрома (ИКАО)                                  | 4E                             |                                |
| Класс аэродрома по взлётной массе принимаемых самолётов | 1                              |                                |
| Категория ИКАО (заход на посадку)                       | I                              |                                |
| Категория противопожарного оборудования                 | VIII                           |                                |

| Размер                                     | 3565×45 м                                          |
| Покрытие                                   | цементобетон — 40 см, армобетон — 29 см            |
| PCN                                        | 45/R/A/W/T                                         |
| МПУ посадки                                | 118° (со стороны города) 298° (со стороны Байкала) |
| Максимальный взлётный вес воздушного судна | 360 тонн                                           |
| Аэронавигационное оборудование             | РМС (ILS), ВОР/ДМЕ, ОСП, GBAS, GLS                 |
| Свето-сигнальное оборудование              | ВПП-12: ОВИ, ВПП-30: ОВИ-1Р                        |

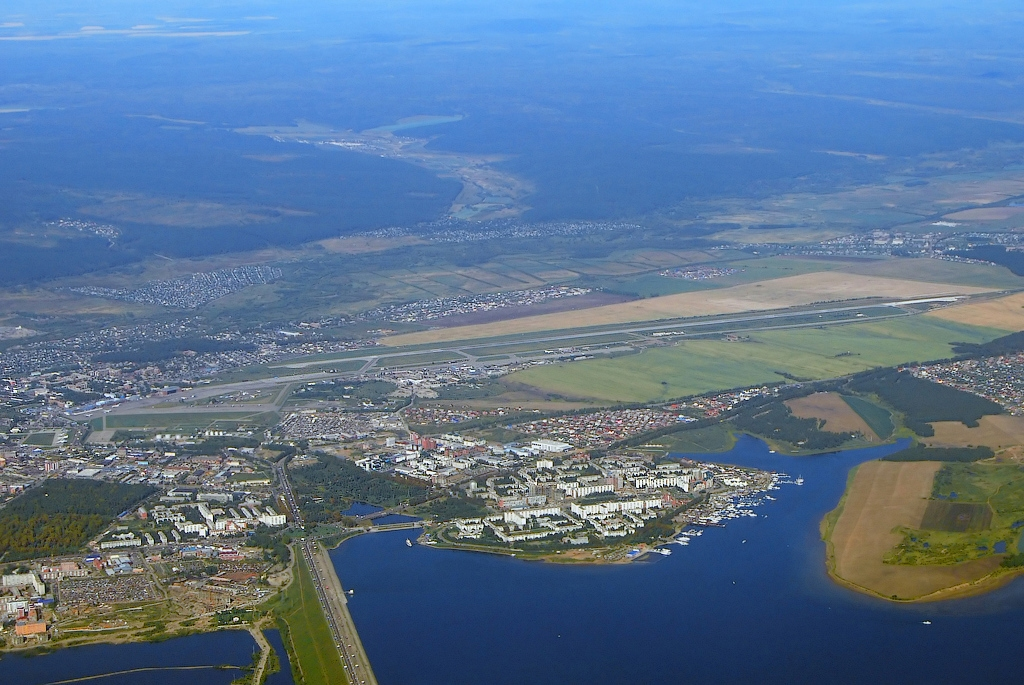
Вид на аэропорт с высоты

На территории аэродрома расположено 14 рулёжных дорожек, 2 перрона и 70 стоянок для различных типов воздушных судов. Имеется отдельный вертодром размером 190 X 30 м с асфальтобетонным покрытием (для вертолётов не более 20 тонн).
В настоящее время только одна рулёжная дорожка отвечает современным требованиям и может принимать крупные международные лайнеры. Из 75 стояночных мест только пять соответствуют тем же требованиям.
| Характеристики стоянок и перронов | Характеристики стоянок и перронов | Характеристики стоянок и перронов    |               | Характеристики рулёжных дорожек                              | Характеристики рулёжных дорожек | Характеристики рулёжных дорожек |
| Номер стоянки                     | Прочность и тип покрытия          | Примечания                           | Номер дорожки | Прочность и тип покрытия                                     | Ширина                          |                                 |
| --------------------------------- | --------------------------------- | ------------------------------------ | ------------- | ------------------------------------------------------------ | ------------------------------- | ------------------------------- |
| 1 — 4                             | PCN 20/R/C/X/T асфальт            | Перрон у терминала ВВЛ               | 2             | PCN 31/R/C/X/T бетон                                         | 21 м                            |                                 |
| 5 — 8                             | PCN 28/R/C/X/T асфальт            | Перрон у терминала МВЛ               | 4             | PCN 24/F/D/X/T бетон                                         | 18 м                            |                                 |
| 9 — 15                            | PCN 13/R/C/X/T асфальт            | короткие                             | 5             | PCN 44/F/D/X/T бетон                                         | 21 м                            |                                 |
| 16 — 24                           | PCN 24/R/C/X/T асфальт            | средние                              | 6             | PCN 45/R/C/X/T бетон                                         | 21 м                            |                                 |
| 26 — 51                           | PCN 24 R/B/X/T асфальт            | для самолётов с поршневым двигателем | 7             | PCN 34/R/C/X/T бетон PCN 56/R/C/X/T (в районе стоянок 65-69) | 21 м                            |                                 |
| 56 — 64                           | PCN 41 R/B/X/T асфальт            | для грузовых ВС                      | 7A            | PCN 47/R/B/X/T бетон                                         | 34 м                            |                                 |
| 65 — 69                           | PCN 64 R/C/X/T асфальт            | средние                              | 8, 11         | PCN 34/R/C/X/T бетон                                         | 21 м                            |                                 |
| 70                                | PCN 44 F/D/X/T асфальт            | для грузовых ВС                      | 9             | PCN 14/R/C/X/T бетон                                         | 14 м                            |                                 |
| 70                                | PCN 44 F/D/X/T асфальт            | для грузовых ВС                      | 10, 10A       | PCN 35/R/B/X/T бетон                                         | 16 м                            |                                 |
| 70                                | PCN 44 F/D/X/T асфальт            | для грузовых ВС                      | 12, 14        | PCN 18/R/B/X/T бетон                                         | 12 м                            |                                 |

### Принимаемые типы воздушных судов
Аэропорт имеет допуск на приём следующих типов воздушных судов:
- Ан-12, Ан-24, Ан-26, Ан-28, Ан-140, Ан-148, Ан-124-100 «Руслан»,
- Ту-134, Ту-154, Ту-204, Ту-214,
- Ил-62, Ил-76, Ил-96-300, Ил-96-400 (с ограничениями), Ил-114,
- Airbus A310, Airbus A319, Airbus A320, Airbus A321 (с ограничениями), Airbus A330 (не чаще двух раз в неделю с ограничением по массе)[21]
- Boeing 737 (с ограничениями), Boeing 747 (с ограничениями), Boeing 757, Boeing 767, Boeing 777 (с ограничениями),
- Sukhoi Superjet 100, ATR-42, ATR-72, Bombardier Q Series, Fokker-50, Fokker-100,
- Воздушные суда III, IV класса без ограничений.

В 2015 году в аэропорту совершал посадку Boeing 787.

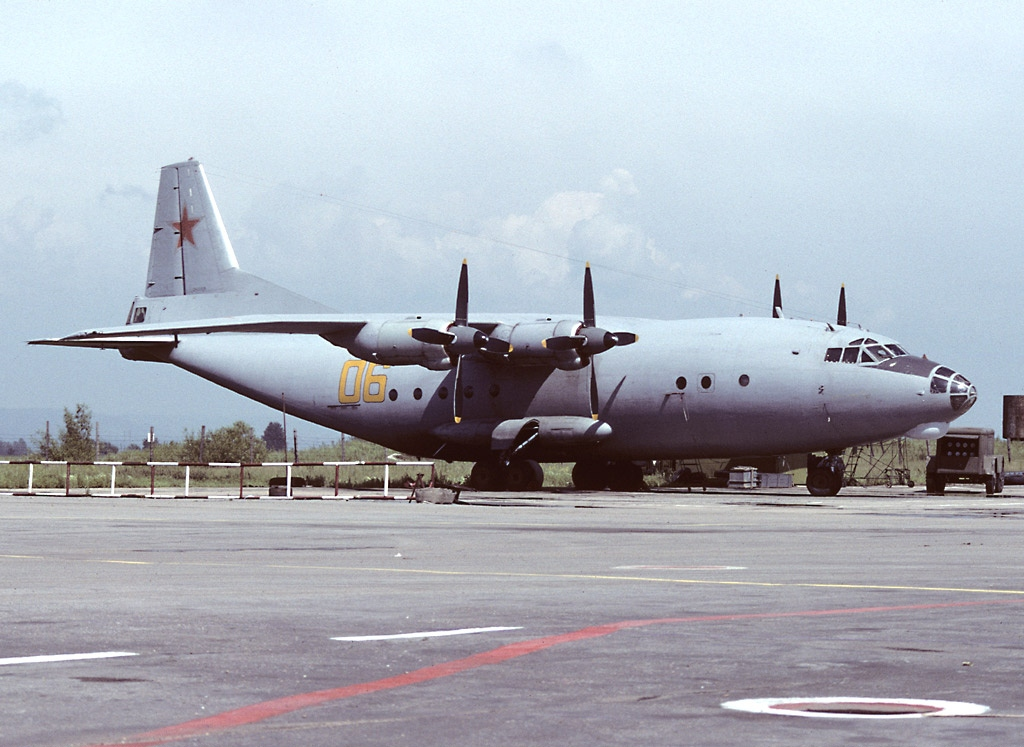
Ан-12БП  ВВС РФ
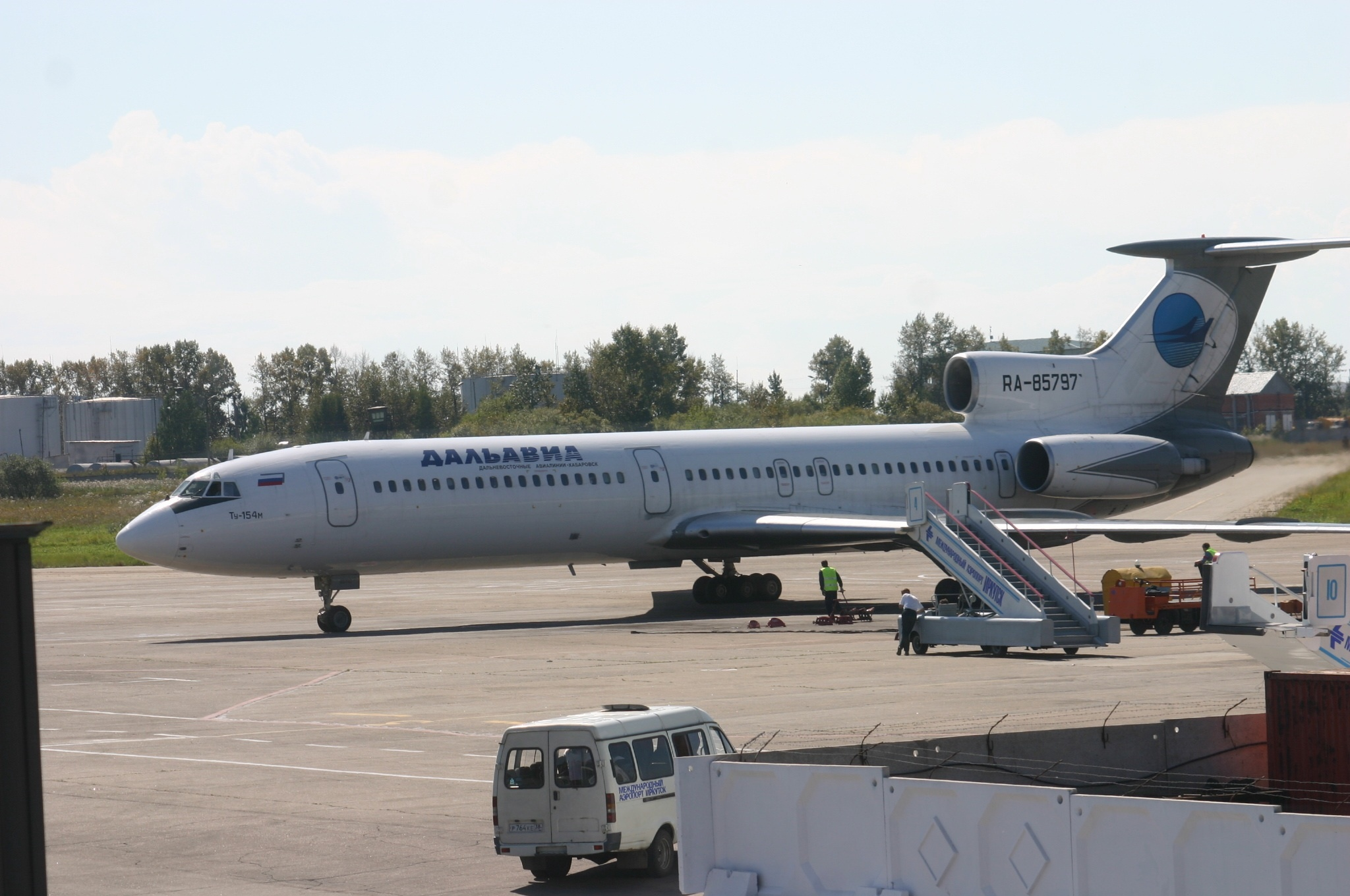
Ту-154, Дальавиа
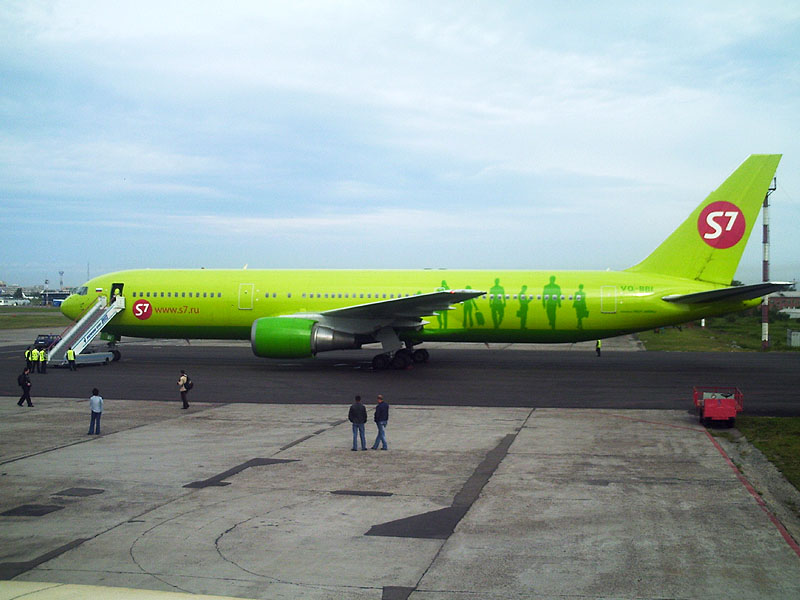
Boeing 767-300ER, S7
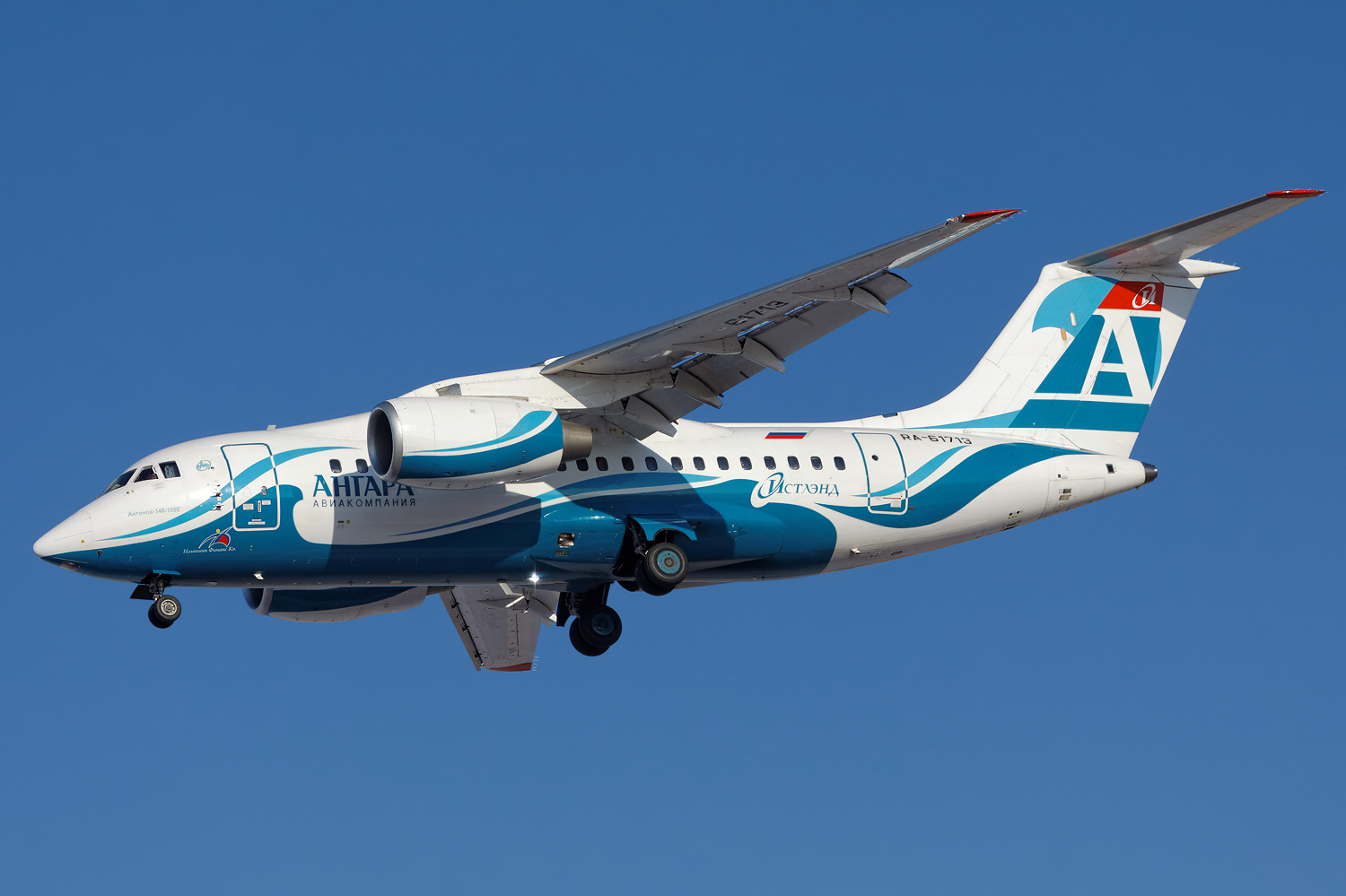
Ан-148-100Е, Ангара

### Топливо
Аэропорт обеспечивается авиационным топливом ТС-1 Восточно-Сибирской топливной компанией по магистральному керосинопроводу «Ангарск — аэропорт Иркутск» протяженностью 60,5 км от Ангарской нефтехимической компании, по территории аэропорта к воздушным судам топливо доставляется при помощи машин топливозаправщиков. Отпуск топлива авиакомпаниям осуществляют АО «Восточно-Сибирская топливная компания» и ООО «ТЗК-Иркутск».

### Запасной аэродром ETOPS
Аэропорт расположен вблизи транссибирских и кросс-полярных маршрутов из Европы и Северной Америки в Юго-восточную Азию, на которых полёты выполняются по правилам ETOPS.
В августе 2000 года авиастроительная компания Boeing совместно с Минтрансом, FAA и заинтересованными авиакомпаниями провела оценку эксплуатационных характеристик и безопасности аэропорта, в результате которой была подтверждена возможность его использования в качестве запасного при полётах увеличенной дальности самолётов с двумя газотурбинными двигателями (ETOPS).

### Совместное базирование
АО «Международный Аэропорт Иркутск» является главным оператором аэродрома «Иркутск» — гражданского аэродрома совместного базирования. Помимо гражданской авиации на аэродроме базируется государственная — 2-я отдельная авиационная эскадрилья Сибирского округа Росгвардии (в/ч 3543), которая была учреждена 31 марта 1980 г. и сформирована в 1981 году на базе разросшейся 1-й отдельной авиационной эскадрильи Внутренних войск МВД в Хабаровске (Хабаровск-Центральный). Эскадрилья в 1987 была передислоцирована в Читу (Чита-1 Черемушки), а в 2007 году — в Иркутск. В состав эскадрильи входят пять многоцелевых вертолётов Ми-8 и один транспортный самолёт Ан-26.
Также на аэродроме разрешено совместное базирование воздушным судам Минобороны и МЧС России.

## Маршрутная сеть
В 2021 году 17 авиакомпаний выполняют рейсы более чем по 50 маршрутам. Наибольший вклад в пассажиропоток вносит Москва.

## Показатели деятельности

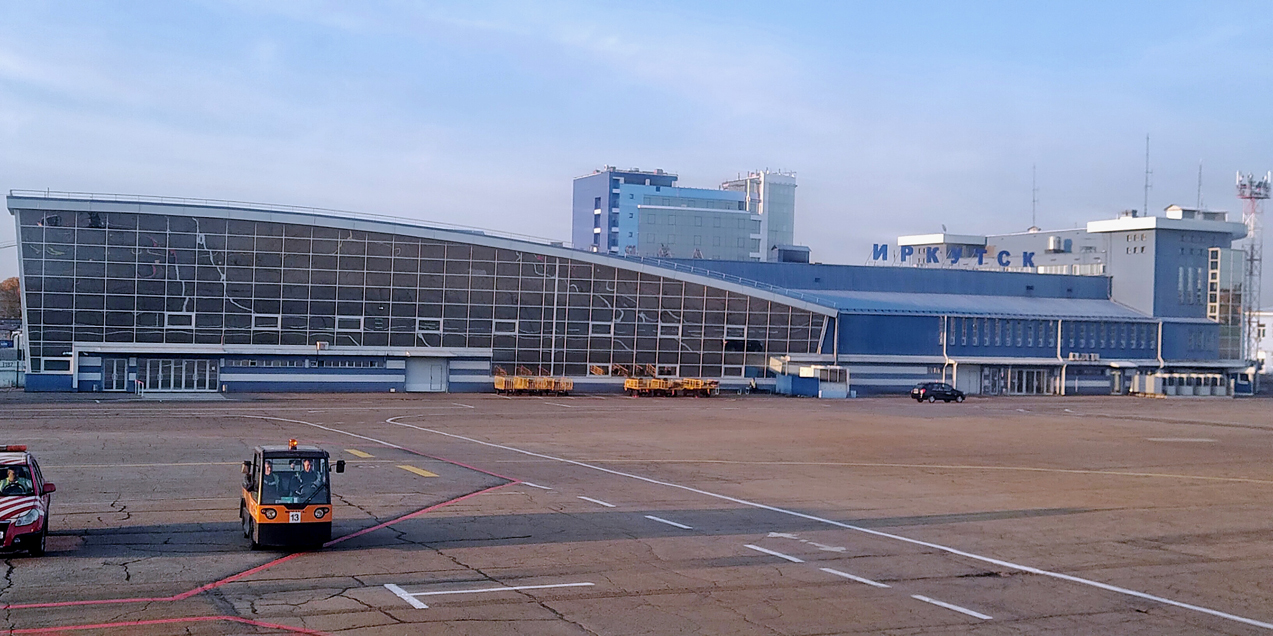
Терминал внутренних авиалиний и перрон

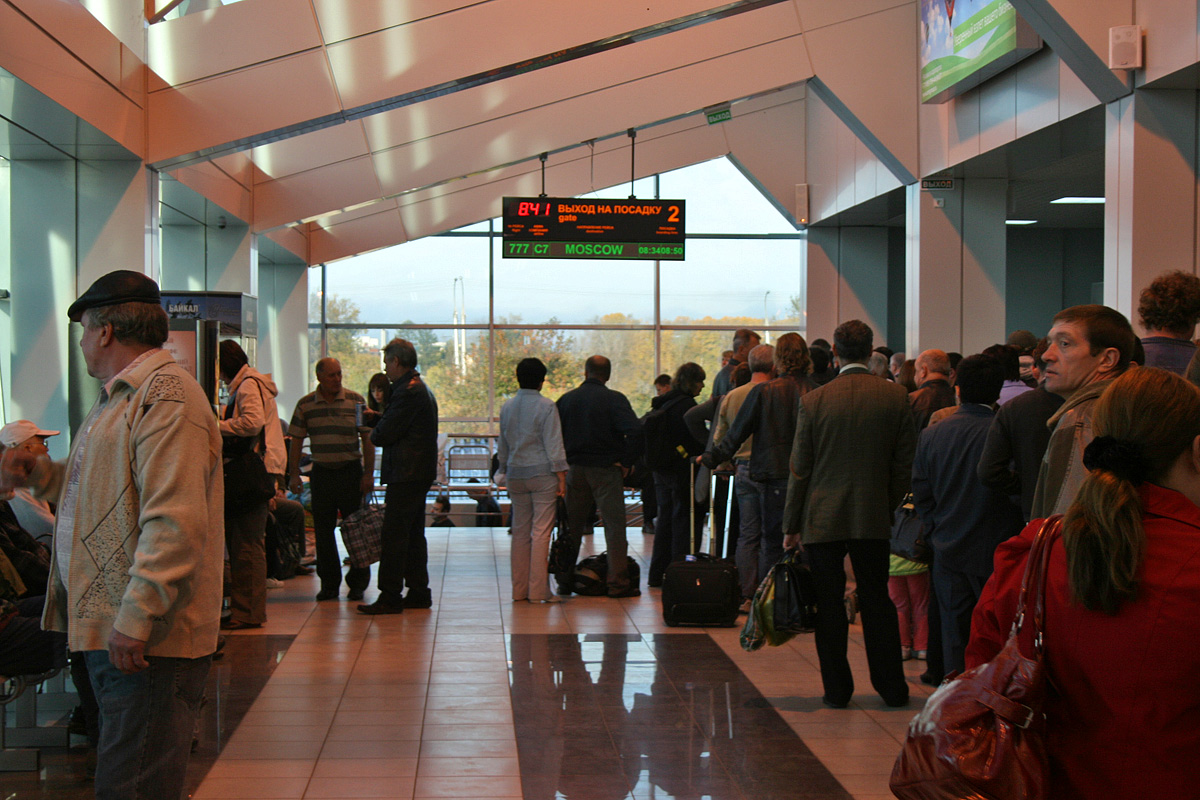
Зал вылета терминала внутренних авиалиний

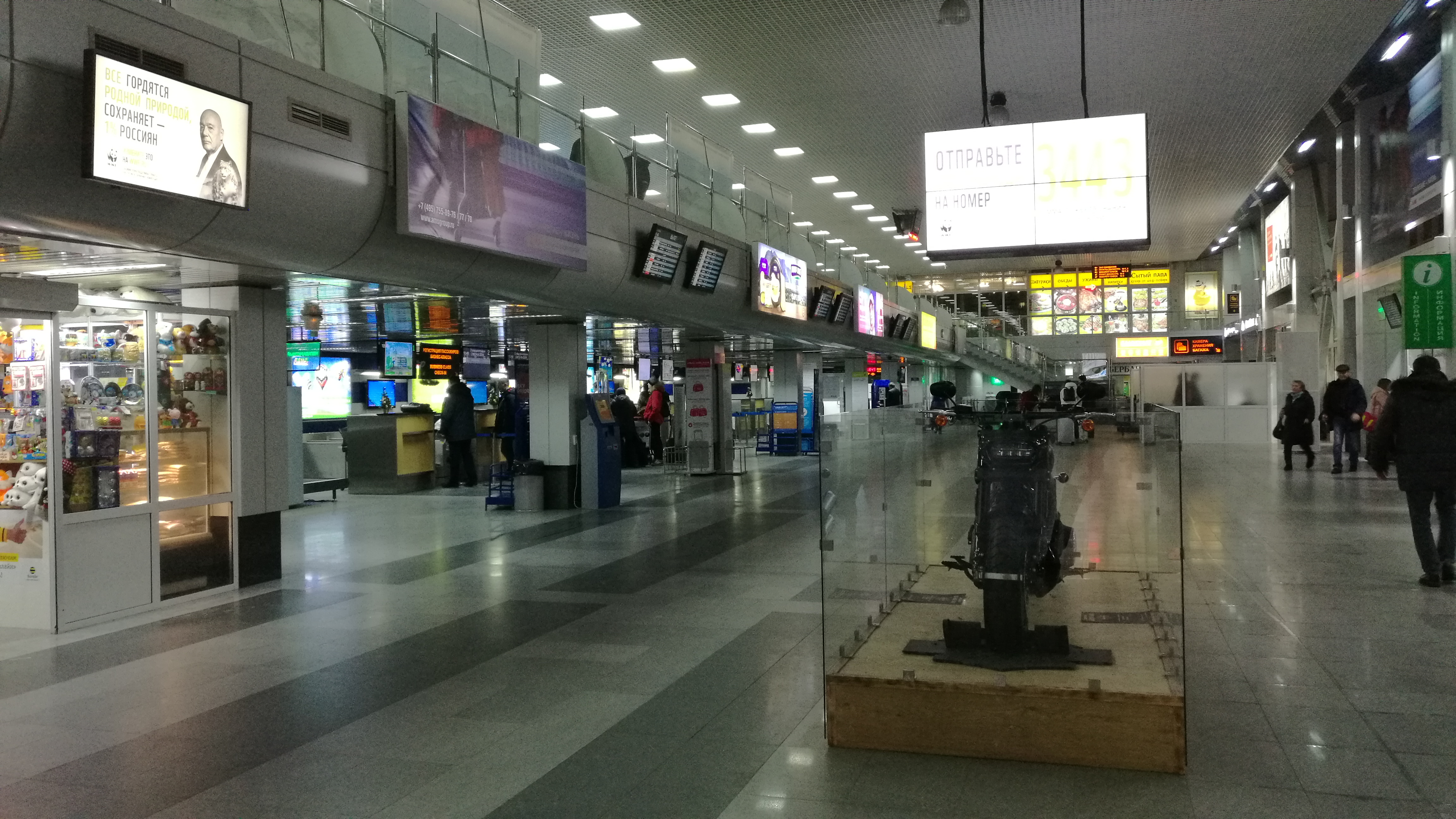
Стойки регистрации внутренних авиалиний

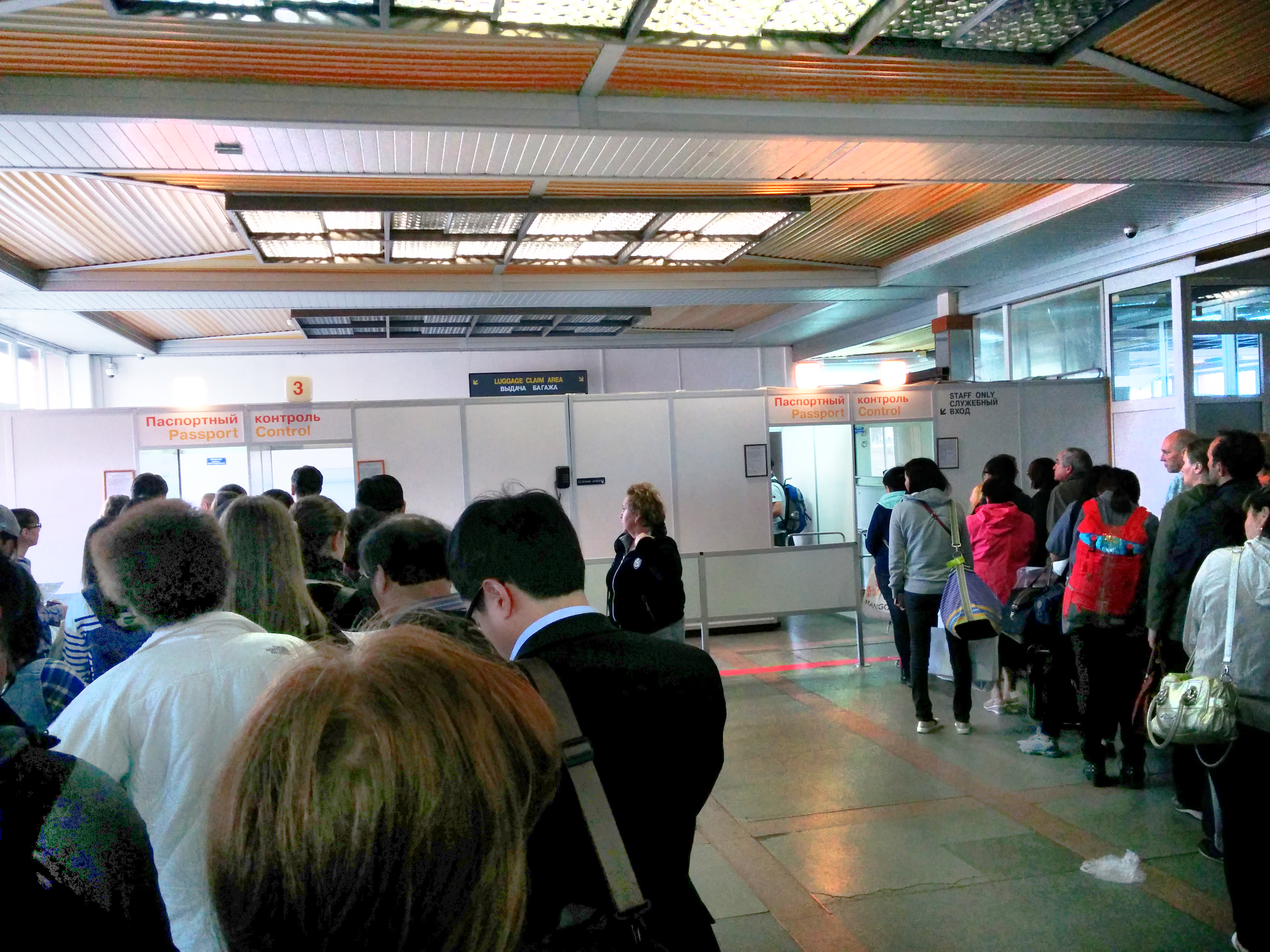
Паспортный контроль пункта пропуска через государственную границу РФ

Данные из запроса в Викиданные.
| Год        | Пассажиропоток, чел. | Пассажиропоток, чел. | Пассажиропоток, чел. | Пассажиропоток, чел. | Груз, тонн | Почта, тонн |         | Финансовые показатели, млрд руб. | Финансовые показатели, млрд руб. | Финансовые показатели, млрд руб. |
| Год        | ↘↗                   | всего                | внутренний           | международный        | Груз, тонн | Почта, тонн | выручка | чистая прибыль                   | чистые активы                    |                                  |
| 2019       | ↗11 %                | 2 463 384            | 1 741 115            | 722 269              | 8839       |             |         |                                  |                                  |                                  |
| 2018       | ↗10 %                | 2 213 098            | 1 576 794            | 636 304              | 8929       | 1374        | ↗ 2,680 | 0,656                            | 4,033                            |                                  |
| 2017       | ↗18 %                | 2 011 154            | 1 425 849            | 585 305              | 9676       | 1800        | ↗ 2,522 | 0,555                            | 3,288                            |                                  |
| 2016       | ↗1 %                 | 1 708 893            | 1 309 419            | 399 474              | 9633       | 1600        | ↗ 2,114 | 0,406                            | 3,118                            |                                  |
| 2015       | ↘1 %                 | 1 694 280            | 1 317 434            | 376 846              | 8160       | 1166        | ↗ 2,068 | 0,369                            |                                  |                                  |
| 2014       | ↗9 %                 | 1 712 781            | 1 239 562            | 473 219              | 4500       |             |         |                                  |                                  |                                  |
| 2013       | ↗12 %                | 1 569 011            | 1 137 799            | 431 212              | 10 519     |             |         |                                  |                                  |                                  |
| 2012       | ↗11 %                | 1 400 265            | 1 044 171            | 356 094              | 13 781     |             |         |                                  |                                  |                                  |
| 2011       | ↗17 %                | 1 257 804            | 945 244              | 312 560              | 11 578     |             |         |                                  |                                  |                                  |
| 2010       | ↗26 %                | 1 078 787            | 887 468              | 191 319              | 11 246     |             |         |                                  |                                  |                                  |
| 2009       | ↘18 %                | 854 538              | 745 267              | 109 271              | 11 919     |             |         |                                  |                                  |                                  |
| 2008       | ↗2 %                 | 1 042 357            | 930 072              | 112 285              | 16 259     |             |         |                                  |                                  |                                  |
| 2007       |                      | 1 020 463            | 889 265              | 131 198              | 16 557     |             |         |                                  |                                  |                                  |
| Источники: |                      |                      |                      |                      |            |             |         |                                  |                                  |                                  |

## Критика деятельности
Летом 2019 года Контрольно-счётная палата Иркутской области в результате проверки выявила неэффективное управление госсобственностью и нарушения, допущенные руководством аэропорта и генеральным директором Андреем Скубой, которые повлекли за собой упущение выгоды и сомнительные расходы аэропортом на общую сумму 411 миллионов рублей.
В июле 2019 года Федеральной антимонопольной службой России было выдвинуто требование о расторжении договора со структурами Романа Викторовича Троценко. Договор был заключён для модернизации аэропорта, но выбор инвестора прошёл с нарушениями — без торгов. 23 октября антимонопольной службой было возбуждено дело по нарушению статьи 16 Федерального закона «О защите конкуренции» в отношении губернатора Иркутской области Сергея Левченко, правительства Иркутской области, компаний принадлежащих Роману Троценко и АО «Международный аэропорт Иркутск». Роману Викторовичу Троценко через холдинг Новапорт уже принадлежат такие аэропорты как Толмачёво, Чита, Байкал, Калининград, Тюмень и другие.

## Планы развития на область
Существующий аэропорт находится в черте города, что отрицательно влияет на экологическую обстановку близлежащих жилых районов. Постоянный рост объёмов воздушных перевозок приводит ко все большей эмиссии продуктов сгорания авиационного топлива в атмосферу. Круглосуточная работа аэропорта способствует постоянному шумовому загрязнению.
Аэропорт вплотную окружён жилыми и хозяйственными постройками (гаражами), что негативно может сказаться в случае вынужденной посадки вне аэродрома сразу после взлёта, при возникновении нештатной ситуации при заходе на посадку либо выкатывании во время посадки (см. катастрофа 09.07.2006 в Иркутске).
К 2016 году планировалось построить новый аэропорт за пределами города. Однако проект был заморожен на неопределённое время. 15 сентября 2020 года Губернатор области Игорь Кобзев сообщил, что вопрос о переносе городского аэропорта не стоит Архивная копия от 25 марта 2021 на Wayback Machine.

## Печатное издание
Аэропорт выпускает собственную региональную отраслевую газету «Иркутское небо», посвящённую гражданской авиации Иркутской области. Издание содержит интервью с руководителями авиапредприятий области, колонки новостей авиаперевозчиков, аналитические материалы. Газета выходит раз в два месяца и распространяется бесплатно в терминалах аэропорта и офисах авиакомпаний в Иркутске.

## Транспортное сообщение
В аэропорту имеются две платных парковочных площадки: на 180 мест (напротив международного терминала) и на 80 мест (напротив терминала внутренних авиалиний).

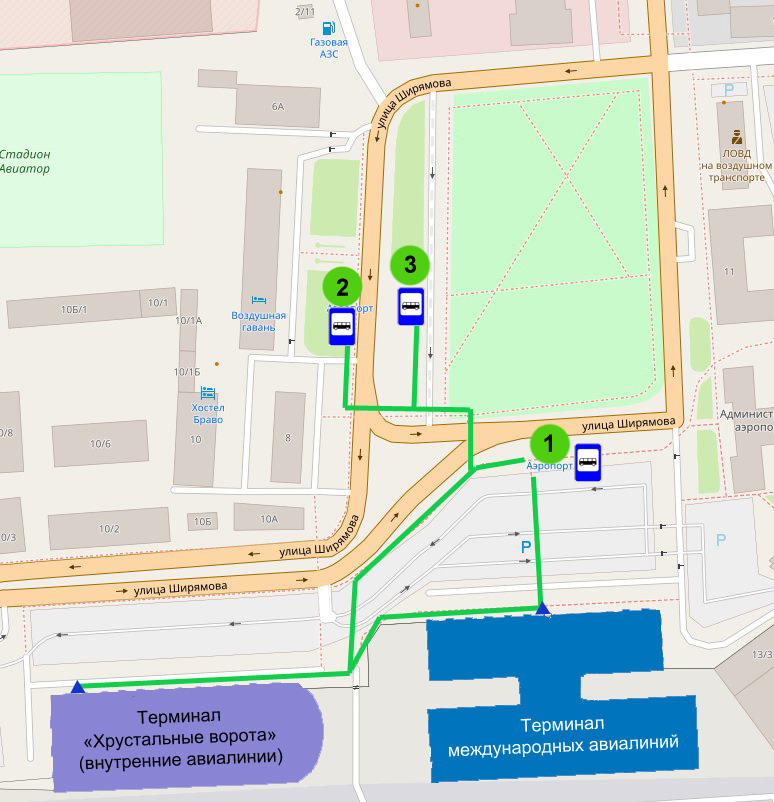

У аэровокзалов оборудовано 3 остановки городского общественного транспорта.
| № | Троллейбус                  |
| - | --------------------------- |
| 4 | Аэропорт — Сквер им. Кирова |
| 6 | Аэропорт — ул. Жуковского   |

| №   | Автобус / маршрутное такси                                     |
| --- | -------------------------------------------------------------- |
| 3   | Аэропорт — Центр — Областная Больница                          |
| 4к  | Крылатый микрорайон — Аэропорт — Рабочее предместье — Ц. Рынок |
| 42  | Аэропорт — Ново-Ленино                                         |
| 43  | Аэропорт — Авиазавод                                           |
| 45  | Аэропорт — мкрн. Первомайский (через плотину ГЭС)              |
| 80  | Аэропорт — ул. Пискунова — Центр — Областная Больница          |
| 90  | Аэропорт — Академгородок                                       |
| 480 | Аэропорт — пос. Луговое                                        |

## Происшествия и катастрофы
В Иркутске было так много авиакатастроф, что его прозвали «Город авиакатастроф»
| Дата, время местное | Воздушное судно | Авиакомпания                                                                                | количество жертв / количество человек на борту | Описание |
| ------------------- | --------------- | ------------------------------------------------------------------------------------------- | ---------------------------------------------- | --- |
| 31.12.1954          | Ил-14           | Аэрофлот                                                                                    | 17 / 17                                        | Разбился после взлёта. Выполнял рейс из Пекина в Москву. |
| 13.07.1963 10:06    | Ту-104Б         | Аэрофлот Внуковский объединённый авиаотряд                                                  | 33 / 35                                        | Разбился в 2 км от ВПП из-за преждевременного снижения. На борту находились сотрудники посольства Албании в Китае. |
| 28.04.1969          | Ту-104          | Аэрофлот 1-й иркутский объединённый авиаотряд                                               | 0 / нет данных                                 | При посадке оторвался тормозной парашют из-за разрушения кронштейна крепления тормозного парашюта. Для предотвращения столкновения самолёта с наземными объектами (на борту находились граждане КНР) командир корабля пилот 1 класса Пименов В. М. расконтрил механизм управления передним шасси, развернув самолёт на ближайшую рулёжную полосу. Амортстойка переднего шасси взорвалась по причине её заправки смесью азота и воздуха, прошив пол пилотской кабины. Самолёт был остановлен. Пассажиры и члены экипажа не пострадали. |
| 25.07.1971 08:35    | Ту-104Б         | Аэрофлот Толмачевский объединённый авиаотряд                                                | 97 / 126                                       | В результате ошибки пилота была допущена грубая посадка. Из-за возникшей сверхпредельной перегрузки левая плоскость крыла разрушилась, фюзеляж разорвало на несколько частей, после чего произошёл пожар из-за воспламенения вытекшего из разорванных баков топлива. |
| 04.12.1974 09:38    | Ан-2Р Ан-12Б    | Аэрофлот 2-й иркутский объединённый авиаотряд Аэрофлот 1-й иркутский объединенный авиаотряд | 13 / 13 0 / 5                                  | Из-за нарушений, допущенных диспетчером управления воздушным движением, самолёт Ан-2, следовавший до Казачинского, вскоре после взлёта столкнулся с самолётом Ан-12 и разбился. Самолёту Ан-12 удалось совершить посадку в пойме реки Ушаковки. |
| 09.02.1976 08:15    | Ту-104А         | Аэрофлот 1-й иркутский объединённый авиаотряд                                               | 24 / 115                                       | Сразу после взлёта набрав высоту 30 м, самолёт накренился вправо, перешёл в неуправляемое снижение и столкнулся с землёй в 129 м от ВПП. |
| 25.08.1988 22:18    | Л-410М          | Аэрофлот Батагайский объединённый авиаотряд                                                 | 4 / 4                                          | Нарушение экипажем установки на барометрических высотомерах давления аэродрома привело к столкновению с землёй (ошибка в показаниях высотомера составляла +510 метров) |
| 03.01.1994 12:08    | Ту-154М         | Байкал                                                                                      | 1+124 / 124                                    | Сразу после взлёта загорелся второй двигатель. Прогорели баки с гидросмесью, питающие гидросистемы управления самолётом, самолёт потерял управляемость и упал на сельскохозяйственную ферму в посёлке Мамоны под Иркутском. На земле погиб один человек — работник фермы. |
| 26.07.1999 13:46    | Ил-76ТД         | Эльф-Эйр                                                                                    | 0 / 7                                          | В связи со сверхнормативной загрузкой, самолёт не смог набрать высоту после взлёта, столкнулся со зданием радиомаяка и загорелся. Благодаря быстрым действиям спасательных служб аэропорта все члены экипажа были извлечены из обломков до распространения пожара в кабине. |
| 04.07.2001 02:08    | Ту-154М         | Владивосток Авиа                                                                            | 145 / 145                                      | При заходе на посадку экипаж не смог выдерживать установленную высоту в 850 метров. Чтобы исправить ошибку, второй пилот потянул штурвал на себя. Неправильные действия командира корабля лишь усугубили эту ситуацию, в результате самолёт полностью потерял управление и разбился. |
| 09.07.2006 07:44    | Airbus А310-324 | Сибирь                                                                                      | 125 / 203                                      | После посадки в процессе пробега из-за ошибки экипажа, приведшей к увеличению режима прямой тяги левого двигателя, самолёт выкатился за пределы ВПП, врезался в постройки и загорелся. |
| 03.11.2021 19:34    | Ан-12БК         | ОАО «Авиакомпания Гродно»                                                                   | 9 / 9                                          | В процессе выполнения захода на ВПП 30, при попытке ухода на второй круг произошло столкновение с землёй. В результате происшествия экипаж и пассажиры погибли, воздушное судно полностью разрушено и частично уничтожено наземным пожаром. |